# Idoia López Riaño
Idoia López Riaño (San Sébastien, 1964), connue également sous le surnom de la Tigresse, est une membre de l'Euskadi ta Askatasuna (ETA). 
Emprisonnée pour la mort de 23 personnes (crimes perpétrés entre 1984 et 1986), elle a signé en 2010 un document par lequel elle jure de renoncer à la violence et demande pardon à ses victimes.

## Biographie
Idoia López Riaño naquit à Saint-Sébastien, dans le Pays basque espagnol, de parents originaires de Salamanque, mais grandit à Errenteria, dans la province du Guipuscoa, non loin de la frontière française. Elle se joignit à l'organisation basque armée ETA en 1984, année où elle commit aussi son premier crime.
D'une beauté singulière, froide et calculatrice, mais en même temps impétueuse et peu disciplinée, elle reçut le surnom de la Tigresse, et faisait figure d'une sorte de Mata Hari, ayant des rapports amoureux avec les membres des forces de l'ordre qu'elle avait mission d'assassiner.
Parmi les actes terroristes qui lui sont attribués, se signale en particulier l'attentat à la voiture piégée de la Plaza de la República Dominicana à Madrid en 1986, dans lequel périrent 12 gardes civiles. Arrêtée et incarcérée en France en 1994, elle fut extradée vers l'Espagne le 9 mai 2001, où elle se vit condamnée par un tribunal à une peine de réclusion de 2000 ans pour le meurtre de 23 personnes. Lors du procès, qui eut lieu en 2002, elle déclara à l'audience : « Pendant que vous vous entêterez à nous assimiler avec cet avorton d'État, nous, nous continuerons à vous affronter jusqu'à ce que vous laissiez le Pays basque en paix ».
En novembre 2011, elle fut exclue de l'organisation Euskadi ta Askatasuna par le collectif officiel des prisonniers de l'ETA, pour avoir placé en 2010, conjointement avec une vingtaine d'autres membres de l'ETA, sa signature au bas d'un document par lequel elle renonçait à la violence, demandait pardon aux victimes et s'engageait à payer des réparations, signature telle que requise par le ministère espagnol de l'Intérieur pour pouvoir prétendre à un assouplissement de son régime de détention. Cette exclusion eut lieu un mois après que l'ETA eut annoncé l'arrêt définitif de ses actions violentes. Cependant, la mésentente avec l'organisation avait commencé dès 2006, à la suite de l'attentat du terminal 4 de l'aéroport de Madrid, commis en plein processus de négociation avec le gouvernement espagnol, et qui se solda par la mort de deux personnes. 
Idoia López Riaño se maria à deux reprises : une première fois avec Juan Ramón Rojo en 2004, et une deuxième en 2006, avec Joseba Arizmendi Oiartzabal, dans la prison de Badajoz, où celui-ci purgeait sa peine pour l'assassinat de Raúl Suárez Fernández en 1991 et la tentative de meurtre sur José Ignacio Lago. Elle est aujourd'hui inscrite à l'université (pour une formation en journalisme) et s'adonne à la peinture et à la sculpture.
Le 13 juin 2017, ayant purgé toutes ses condamnations, Idoia López Riaño fut remise en liberté.